# 吉野直子
吉野 直子（よしの なおこ、1967年12月10日 - ）は、日本のハープ奏者。

## 来歴
父はクレディスイス信託銀行社長だった吉野信次（1929-　）。父の任地ロンドンで生まれる。母はハープ奏者吉野篤子。母の兄は歴史考証家の平井聖。父の転勤に従い、米国にあり、6歳からロサンゼルスでスーザン・マクドナルドにハープを学び始める。1981年に第1回ローマ国際ハープ・コンクールで第2位に入賞、1985年には第9回イスラエル国際ハープ・コンクールに参加者中最年少の17歳で優勝し、一躍その名を知られる。同年、アリオン賞受賞。
1987年には初のCD『アラベスク』を発売、人気が高まる。同年、村松賞受賞、88年、芸術祭賞受賞。89年、モービル音楽賞奨励賞、1991年、芸術選奨新人賞受賞。
国際基督教大学で美術史を専攻した。音楽大学に進まなかったのは、日本の音楽大学に進学することに違和感があり、自分は普通の人という感覚だったため。
これまで共演したのは、指揮者ではズービン・メータ、ジュゼッペ・シノーポリ、ニコラウス・アーノンクール、小澤征爾、秋山和慶、ヴォルフガング・サヴァリッシュ等。また室内楽では、ヴィオラの今井信子、フルートのジャン＝ピエール・ランパル、ウォルフガング・シュルツ、工藤重典、佐久間由美子等と共演。また、ルツェルン祝祭管弦楽団やサイトウ・キネン・オーケストラなど臨時編成オーケストラにもしばしば招かれ、2007年のルツェルン音楽祭ではクラウディオ・アバド指揮のもとマーラーの交響曲第3番ニ短調のハープパートを受け持った。

## ディスク
- 「アラベスク－ハープ・リサイタル」ソニー、1987
- 「ハープのためのソナタ集」ソニー、1989
- 「フルートとハープのデュオ」ソニー、1990
- 「バッハ・アルバム」ソニー、1992
- 「ハープのための協奏曲集」ソニー、1993
- 「武満徹 そして、それが風であることを知った」フィリップス、1994
- 「モーツァルト フルートとハープのための協奏曲」テルデック、1995
- 「INSOMNIA（眠れない夜）」フィリップス、1996
- 「グレイス－パッヘルベルのカノン・バロック作品集」フィリップス、1998
- 「月の光、シシリエンヌ・バリエ－ハープ・リサイタル」フィリップス、2000
- 「ベスト・オブ・ベスト」ユニバーサルクラシック、2003
- 「細川俊夫作品集 音宇宙(9)」フォンテック、2004